# Saint-Albin-de-Vaulserre
Saint-Albin-de-Vaulserre is een gemeente in het Franse departement Isère (regio Auvergne-Rhône-Alpes) en telt 368 inwoners (1999). De plaats maakt deel uit van het arrondissement La Tour-du-Pin.

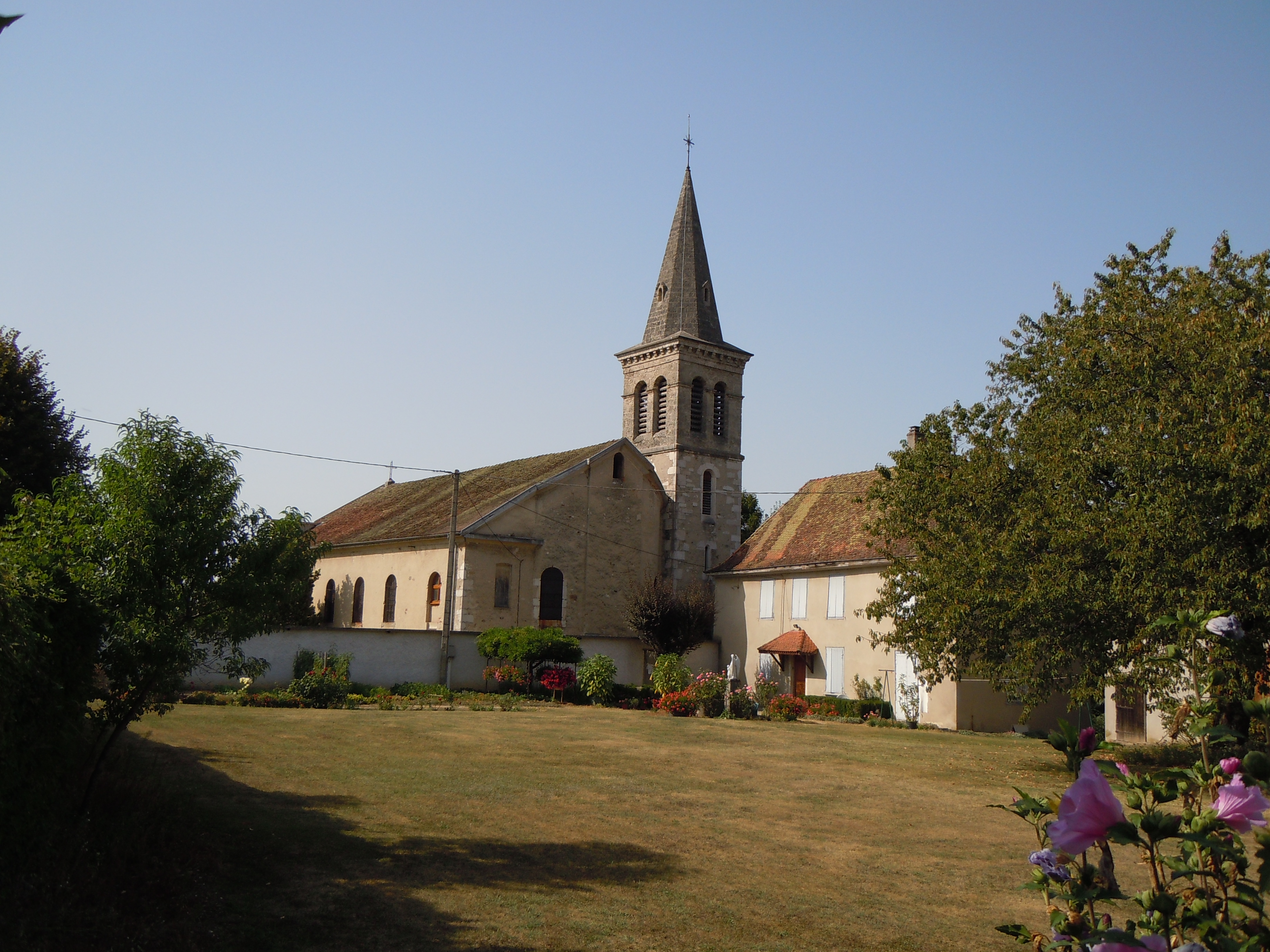
Kerk van Saint-Albin-de-Vaulserre
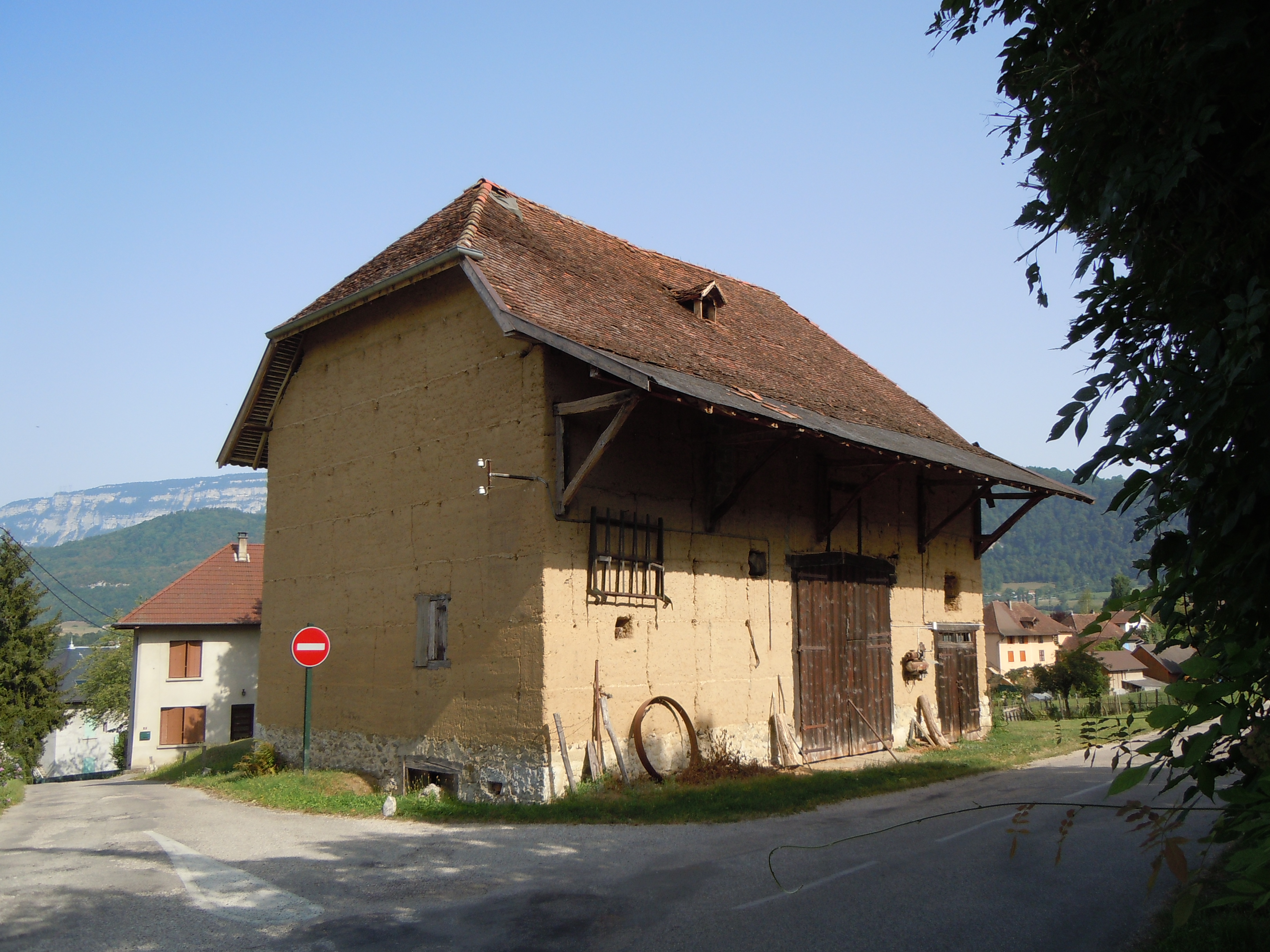
Grange en pisé

## Geografie
De oppervlakte van Saint-Albin-de-Vaulserre bedraagt 5,0 km², de bevolkingsdichtheid is 73,6 inwoners per km².
De onderstaande kaart toont de ligging van Saint-Albin-de-Vaulserre met de belangrijkste infrastructuur en aangrenzende gemeenten.

## Demografie
Onderstaande figuur toont het verloop van het inwonertal (bron: INSEE-tellingen).